# Baron Chandos

Wappen der Barone Chandos

Baron Chandos war ein erblicher britischer Adelstitel, der zweimal in der Peerage of England verliehen wurde.
Familiensitz der Barone war Sudeley Castle bei Winchcombe in Gloucestershire, England.

## Verleihungen und weitere Titel
Der Titel wurde erstmals als Barony by writ für Roger de Chandos geschaffen, indem dieser am 20. Dezember 1337 per Writ of Summons ins königliche Parlament berufen wurde. Der Titel gilt als bei seinem Tod 1353 erloschen, gleichwohl wiederholt Prätendenten die Erbschaft des Titels beanspruchten.
Am 8. April 1554 wurde der Titel Baron Chandos, of Sudeley in the County of Gloucester, per Letters Patent für den ehemaligen Unterhausabgeordneten John Brydges neu geschaffen. Sein Nachfahre, der 9. Baron, wurde am 19. Oktober 1714 auch zum Earl of Carnarvon und Viscount Wilton sowie am 29. April 1719 zum Duke of Chandos und Marquess of Carnarvon erhoben. Diese Titel gehörten zur Peerage of Great Britain und erloschen am 29. September 1789 beim Tod des 3. Dukes. Die Baronie erlosch zu diesem Zeitpunkt ebenfalls bzw. ruht seither, da bislang niemand erfolgreich seinen Erbanspruch darauf nachweisen konnte.
Der Schwiegersohn des verstorbenen 3. Dukes, der 2. Marquess of Buckingham, wurde 1822 in zum Duke of Buckingham and Chandos erhoben.

## Liste der Barone Chandos

### Barone Chandos, erste Verleihung (1337)
- Roger de Chandos, 1. Baron Chandos († 1353)

### Barone Chandos, zweite Verleihung (1554)
- John Brydges, 1. Baron Chandos (1492–1557)
- Edmund Brydges, 2. Baron Chandos (vor 1522–1573)
- Giles Brydges, 3. Baron Chandos (1548–1594)
- William Brydges, 4. Baron Chandos (um 1552–1602)
- Grey Brydges, 5. Baron Chandos (um 1581–1621)
- George Brydges, 6. Baron Chandos (1620–1655)
- William Brydges, 7. Baron Chandos († 1676)
- James Brydges, 8. Baron Chandos (1642–1714)
- James Brydges, 1. Duke of Chandos, 9. Baron Chandos (1674–1744)
- Henry Brydges, 2. Duke of Chandos, 10. Baron Chandos (1708–1771)
- James Brydges, 3. Duke of Chandos, 11. Baron Chandos (1731–1789)